# 金武義
金 武義（キム・ムイ、김무의、1961年 - 1995年）は、在日朝鮮人三世のフリーランスライター。

## 人物・略歴
1961年生まれ。自らの朝鮮学校通学体験と、そこから感じた朝鮮学校や在日本朝鮮人総聯合会に対する失望感などを問題意識として持ち続けながら、在日朝鮮人と現代日本社会の関わりについて、様々な角度からの取材を行い、宝島30の常連ライターの一人として、発音をそのまま平仮名書きにしたきむ・むいのペンネームでいくつかのルポルタージュを発表した。
「『チマチョゴリ切り裂き事件』の疑惑」（『宝島30』1994年12月号掲載）では、チマチョゴリ切り裂き事件について、朝鮮学校関係者・卒業生からの取材に基づき、たしかに女生徒達にチマチョゴリが切られる等の被害があったことを確認する一方、報道した記者への取材から、朝鮮総連の発表をそのまま報道していたことを明らかにした。
大阪経済法科大学の呉清達・副学長（当時。なお同大学には複数の副学長がいる）を調査中に、自室アパートで死去、数日後に発見された。宝島30は編集後記でそのことを読者に伝え、哀悼の意を表した。

## 死に関わる「疑惑」
金の死については、死亡後に取材ノートも無くなっていることなどから、警察は不審死について捜査を行ったが、死亡にはっきりとした事件性をみいだせないまま、捜査を終結した。
これについては、金は死亡前に体調を崩していたことの情報がある。また、金の友人だった鹿砦社社長・松岡利康によれば、薬物中毒になっていたともされている。

## 主な仕事
- 北朝鮮帰国者問題をめぐる場外乱闘（マルコポーロ 1994年5・6月号）
- 「朝鮮人」としての『空手バカ一代』崔永宜はなぜ、大山倍達と名乗ったか?（宝島30 1994年7月号）
- 平壌まであと一歩!（宝島30 1994年9月号）
- 「チマチョゴリ切り裂き事件」の疑惑（宝島30 1994年12月号）
- 疑惑の北朝鮮「付属」大学 大阪経法大は朝鮮総聯のスパイ拠点か!?（宝島30 1995年8月号）